# Олександр Михайлович Тверський
Олександр Михайлович (7 жовтня 1301 — 28 жовтня 1339) — великий князь Тверський (1326—1327; 1338—1339) і великий князь Володимирський (1326—1327). Син Михайла Ярославича Святого та Анни Кашинської, брат Дмитра Грізні Очі, Костянтина і Василя Михайловичів. При ньому відбулося тверське повстання проти Щелкана (1327). Убитий в Орді разом з сином Федором.

## До сходження на володимирський престол
У 1318 році Великий князь Тверський Михайло Ярославич, відправляючись в Орду, розділив свою вотчину між Олександром і його старшим братом Дмитром Грізні Очі. Дмитро та Олександр умовляли його не їздити, викликалися самі їхати замість нього, але Михайло їх не послухав.

## У вигнанні
У Пскові Олександра Михайловича любили, але сил для боротьби за престол у псковитян не вистачало. Більш того, Новгород міг приборкати повстання непокірного міста і приєднати його назад до себе. Олександру протегував литовський князь Гедимін, але і він побоювався зв'язуватися з ханом. І ось в 1328 році під Псков з'явилися посли від князів московського, тверського, суздальського і від новгородців, архієпископ Мойсей і тисяцький Аврам Олферьевич, вмовляти Олександра їхати в Орду до Узбеку. Посли говорили від імені своїх князів:
«Цар Узбек всім нам велів шукати тебе і прислати до нього в Орду; іди до нього, щоб нам всім не потерпати від нього через тебе одного; краще тобі за всіх потерпіти, ніж після всім через одного тебе пустошити всю землю»
Олександр відповідав:
«Точно, мені слід з терпінням і любов'ю за всіх терпіти й не мстити за себе лукавим крамольникам; але і вам непогано було б одне за одного і брат за брата стояти й татарам не видавати й всім разом противитися їм, захищати Руську землю і православне християнство»